# Viola da gamba (registro d'organo)
La viola da gamba è un particolare registro dell'organo.

## Struttura
La viola da gamba, conosciuta anche semplicemente come gamba, è un registro ad anima della famiglia dei registri violeggianti, apparso per la prima volta alla fine del XVII secolo negli organi tedeschi e olandesi. Si tratta di un registro esistente nelle misure da 8' e 16' (quest'ultima misura è spesso chiamata controgamba), nato, come suggerisce il nome stesso, per imitare il suono dell'omonimo strumento.
Molto utilizzata nel corso del XVIII secolo, era uno dei registri preferiti dall'organaro Gottfried Silbermann, il quale ne curava con particolare attenzione la resa timbrica, molto chiara, tanto che, nelle tessiture acute, il registro prodotto da lui ricorda le sonorità dei registri ad ancia. Durante il XIX secolo, invece, sotto l'influenza del dilagante gusto sinfonico, la viola da gamba venne costruita in modo da imitare il più possibile la sonorità degli strumenti ad arco, con un suono quindi più lieve e oscillante.